# Nigel Hunt
Pour les articles homonymes, voir Hunt.
Pas d'image ? Cliquez ici

a Compétitions nationales et continentales officielles uniquement.

b Matchs officiels uniquement.
Dernière mise à jour le 2 août 2024.
Nigel Hunt, né le 14 mai 1983 à Apia (Samoa), est un joueur néo-zélandais de rugby à XV évoluant principalement au poste de centre.

## Carrière

### En club
Né aux Samoa, Nigel Hunt grandit en Nouvelle-Zélande et est scolarisé au Porirua College (en), où il joue avec l'équipe de rugby à XV aux postes de centre ou de demi de mêlée. Il se spécialise ensuite au poste de demi de mêlée avec le club de Tawa dans le championnat amateur de la région de Wellington.
Il débute dans le National Provincial Championship en 2005 avec la province de Wellington mais la concurrence est forte et en trois saisons passées dans l'équipe, il ne joue que quinze rencontres,. Barré par la concurrence de Piri Weepu à son poste, il doit surtout se contenter d'un rôle de remplaçant et de matchs au poste d'ailier,.
À la recherche de temps de jeu, il rejoint Bay of Plenty en 2008. Avec cette équipe, il est régulièrement aligné, et se voit fixé au poste de centre,. Il joue vingt-huit matchs en deux saisons avec cette équipe.
En 2010, il décide de rejoindre la France, et le FC Grenoble, évoluant en Pro D2, et en devient rapidement un cadre. Lors de sa deuxième saison, il devient champion de France de Pro D2 avec son club, et accède au Top 14. La même saison, il reçoit le titre de meilleur joueur de Pro D2. Hunt enchaîne ensuite cinq saisons dans l'élite française avec le FCG, avant la relégation du club en 2017. Il prolonge tout de même son contrat pour une saison supplémentaire. Il participe à la remontée immédiate du club en Top 14, après une victoire en barrage d'accession contre l'US Oyonnax,. Non-conservé par le Grenoble en juin 2018, il quitte le club après huit saisons en Isère.
Âgé de 35 ans, il rejoint en 2018 le club de Valence Romans en Fédérale 1. À la fin de sa première saison, son club termine finaliste du championnat, et accède à la Pro D2. Hunt évolue alors une saison de plus au niveau professionnel, avant de quitter le club en juin 2020.
Souhaitant poursuivre sa carrière sportive, il s'engage dans la foulée avec le club voisin du Sporting club royannais (Saint-Jean-en-Royans) en Fédérale 2. Le club accède à la Fédérale 1 en 2023, toujours avec Hunt qui est toujours actif malgré la quarantaine passée,. Il met finalement un terme à sa carrière de joueur en mai 2024, à la l'âge de quarante-et-un ans, et décide de rentrer en Nouvelle-Zélande.

### En sélection nationale
Nigel Hunt est sélectionné pour la première fois en équipe de Nouvelle-Zélande à sept en 2005,. Il joue son premier tournoi en février 2005 lors de l'étape de Wellington des IRB Sevens World Series. Avec la sélection néo-zélandaise, il joue plus de cent matchs entre 2005 et 2009. Il remporte trois séries mondiales, en 2005, 2007 et 2008, ainsi que la médaille d'or dans l'épreuve de rugby à sept aux Jeux du Commonwealth de 2006 de Melbourne.
En 2021, alors qu'il est âgé de 38 ans, et qu'il joue au niveau amateur en France, il est sélectionné avec l'équipe des Samoa à XV pour un match face aux Barbarians à Twickenham,. Le match est toutefois finalement annulé, à cause de cas de Covid-19 au sein de l'effectif des Barbarians.

## Palmarès

### En club
- Vainqueur du Championnat de France de Pro D2 en 2012 avec le FC Grenoble.
- Vainqueur du Barrage d'accession au championnat de France en 2018 avec le FC Grenoble.

### En équipe nationale
- Vainqueur des IRB Sevens World Series en 2005, 2007 et 2008.
- Médaille d'or à l'épreuve de rugby à sept des Jeux du Commonwealth en 2006.

### Distinction personnelle
- Meilleur joueur de Pro D2 de la saison 2011-2012 lors de la neuvième Nuit du rugby[29].